# Reket
Reket, pseudonimo di Tom Olaf Urb (Tallinn, 2 aprile 1985), è un rapper, produttore discografico e attore estone.

## Biografia
Originario di Tallinn, è salito al grande pubblico grazie al terzo album in studio Rahu, pubblicato nel 2018, che si è collocato in vetta alla Eesti Tipp-40, trascorrendo 85 settimane nella top 40. A fine anno è stato il 3º disco più venduto nazionalmente, risultando il primo fra quelli di artisti estoni, e agli Eesti Muusikaauhinnad, il principale riconoscimento musicale estone, ha ottenuto una candidatura come album hip hop/rap dell'anno. Nello stesso anno ha partecipato come artista ospite nella hit di Nublu Mina ka, che ha trionfato agli EMA come miglior canzone dell'anno ed è stata la più venduta in termini di vendite digitali e riproduzioni streaming dell'intero anno.
Ha successivamente pubblicato il sesto album in studio Kulutuli, che ha esordito ed è rimasto cinque settimane consecutive in vetta alla Eesti Tipp-40, rimanendo in classifica per ulteriori 39 settimane.
L'anno seguente è entrato a far parte della divisione baltica dell'Universal, attraverso la quale sono stati resi disponibili i singoli Kahesus, Numbrid ei valeta e Magad vä?. Grazie a quest'ultimo, realizzato con la partecipazione di Liis Lemsalu e Avoid Dave, ha conquistato la sua prima numero uno da artista principale nella classifica estone.

## Discografia

### Album in studio
- 2008 – Kajapark
- 2016 – Tuule tee
- 2017 – Super Ei
- 2018 – Rahu
- 2018 – Kajapark
- 2019 – Kulutuli
- 2022 – Palun puhka

### Singoli
- 2016 – Köievedu
- 2019 – Ma kuulsin seda läbi viinamarjaväädi
- 2019 – Aegluubis (con Manna)
- 2019 – Hetked
- 2020 – Kahesus
- 2020 – Numbrid ei valeta (con i Gram-of-Fun)
- 2020 – Magad vä? (feat. Liis Lemsalu & Avoid Dave)
- 2021 – Maradona
- 2021 – Eikellegi ma
- 2021 – Kirsikivi
- 2022 – Too mul lilli (con Olivar)
- 2022 – Et näha tõde (con Ines)
- 2023 – Paus (con Liis Lemsalu e Kohver)
- 2023 – Eeden
- 2023 – Panama paberid
- 2023 – Panama paberid
- 2024 – Kui sa vaid teaks (con Maria Pihlap)
- 2024 – Kodu
- 2024 – Plaan b (con 372Kaspar e Merilin Mälk)
- 2024 – Purjetuul (con Stefan)
- 2024 – Tallinna poiss
- 2024 – Piiri peal (con Karl Killing)
- 2025 – Mõrumagus

### Collaborazioni
- 2018 – Mina ka (Nublu feat. Reket)
- 2018 – Anna Teed (Öed feat. Reket)
- 2019 – SOS (Pluuto feat. Nublu & Reket)

## Filmografia

### Cinema
- The Bank Job, regia di Brad Jurjens e John Wicker (2007)
- Priceless, regia di Heigo Lepla (2012)
- Mind on kaks, regia di Raul Esko e Romet Esko (2024)

### Televisione
- Ühikarotid – serie TV, 1 episodio (2010)
- Restart – serie TV, 1 episodio (2015)